# Back with the Thugz Part 2
Back with the Thugz Part 2 è un album in studio da solista del rapper statunitense Bizzy Bone, pubblicato nel 2009.

## Tracce
1. Back With the Thugz Pt. 2
2. Empty Out My Clip (featuring Mr. Capone-E) (Produced by NuNation Productions)
3. Put Yo Hands Up
4. Dedicated
5. I Know
6. On The Inside
7. Dealing With A Thug (featuring Mr. Capone-E)
8. Breath of Bizzy
9. Fire, Fire, Fire
10. I Demand Much Respect
11. Look Into My Eyes
12. Not Scary (featuring Mr. Criminal)
13. Automatic Glock
14. Getcha Money
15. Always Be With You (featuring Hazardous)
16. Diary of a G (promo) (featuring Mr. Capone-E, The Game & Snoop Dogg)